# Ràdio Reus (EAJ-11)
Ràdio Reus, amb l'indicatiu EAJ-11 va ser una emissora de propietat privada creada l'any 1925. Va ser la primera que es va instal·lar fora de la província de Barcelona i va estar associada a Ràdio Barcelona compartint informatius i altres programes. Va iniciar les emissions a Reus com emissora d'ona curta l'any 1923 i l'any 1932 com emissora d'ona mitjana. L'any 1944 es va integrar a la Cadena SER i va ser adquirida per l'empresa PRISA.

## Història
Ràdio Reus va sorgir d'un grup de radioafeccionats que amb el nom Grup Ràdio formaven part del Centre de Lectura de Reus. Els principals promotors de les activitats del Grup Ràdio eren Francesc Balcells i Joan Díaz. Varen muntar una primera estació d'ona curta l'any 1924 sota l'indicatiu de radioaficionat 7BD. En un acte celebrat al Teatre Bartrina de la ciutat es va fer la primera demostració pública amb un receptor d'1 watt, i es van escoltar els senyals horaris de la Torre Eiffel de París i concerts emesos des de Londres i Manchester. El mateix any 1924 Joan Díaz va demanar l'autorització de instal·lació d'una emissora d'aficionat, per qüestions econòmiques, que va rebre l'indicatiu EAR-5. L'emissora es va instal·lar al Raval de Santa Anna. L'emissora era molt precària tècnicament, però va prevaldre la capacitat d'improvisació dels promotors. Funcionava un parell d'hores al vespre, i després també al migdia, fins a ocupar tota la tarda enllaçant amb la nit. La programació era sobretot d'emissions musicals, però es va anar ampliant amb retransmissions des del Teatre Fortuny i amb propaganda de les pel·lícules dels cinemes de la ciutat.
L'any 1932 Díaz va demanar la llicència per emetre en ona mitjana (OM) i es va rebre l'any 1933 amb l'indicatiu EAJ-11, amb una longitud d'ona de 200 m i una potència màxima de 200 watts en amplitud modulada.

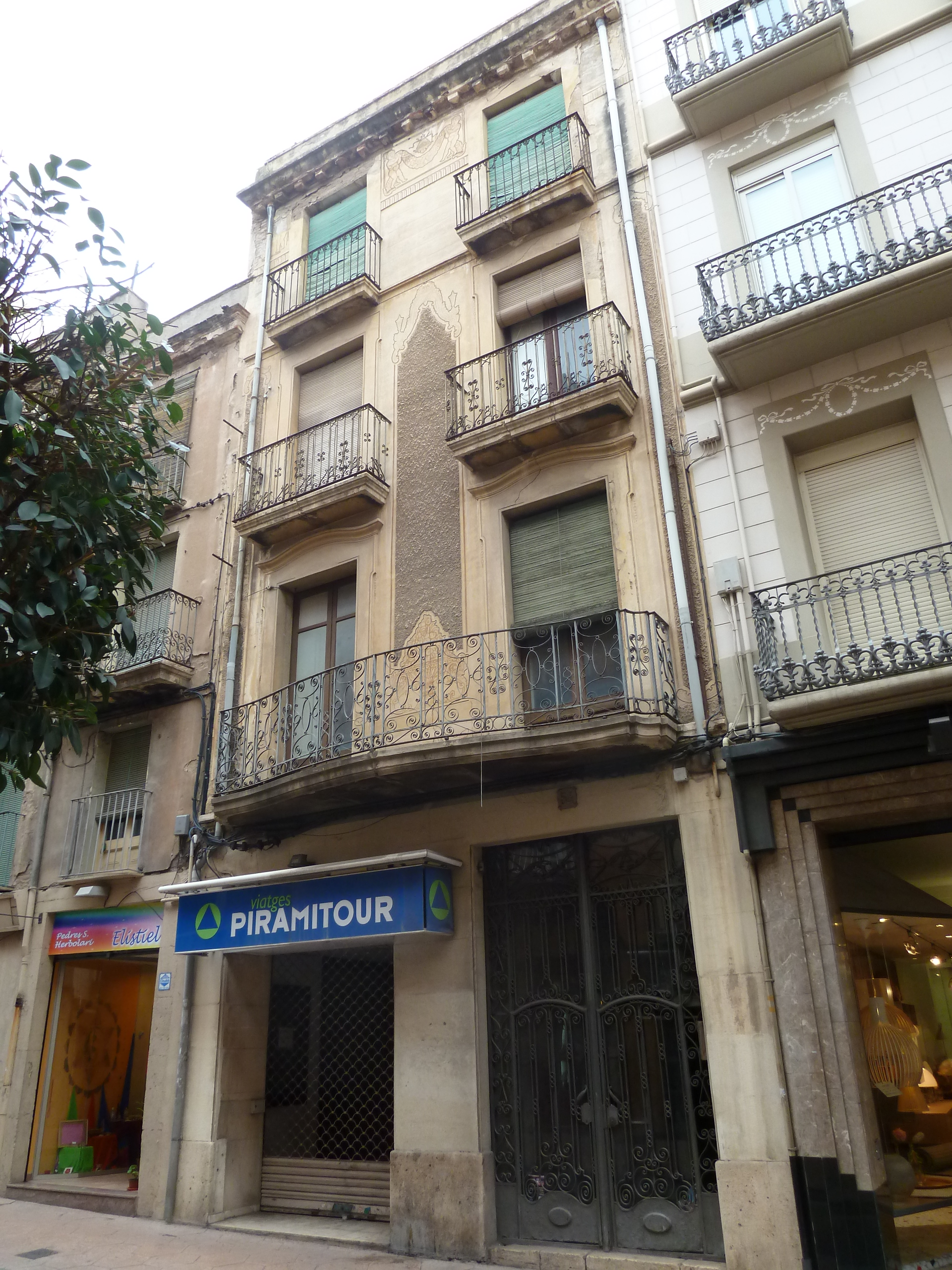
Edifici on era el local original de Ràdio Reus

L'any 1934 emetia a migdia i al vespre per un total de 4 hores i mitja i l'any 1935 emetia durant un total de 6 hores i mitja, a migdia i al vespre. En aquests anys van aparèixer programes com «Efemèrides històriques» sobre història local, i notícies del Servei Meteorològic de Catalunya, amb informació que procedia del Centre de Lectura. Va ser la tercera emissora, cronològicament, amb llicència a Catalunya després de Ràdio Barcelona i de Ràdio Catalana. El finançament de les emissores de ràdio depenia de la publicitat i les quotes que pagaven els abonats. L'emissora emetia programes generats a Ràdio Barcelona, de la qual Díaz n'era el representant a Tarragona. A Ràdio Reus es van crear programes culturals propis i programes d'interès local per la pagesia, com eren els preus dels productes de la zona.
A l'inici de la Guerra Civil Espanyola 1936-1939, l'emissora va sofrir diversos intents de confiscació i Joan Díaz va ser detingut per uns dies. Va ser bombardejada i va quedar inutilitzada a partir del 20 de gener de 1938. La retirada de l'Exèrcit de la República va facilitar la pèrdua de quasi tot el material tècnic. El 1939 les organitzacions del règim vencedor (Falange Española Tradicionalista y de las JONS) van fer que es posessin en funcionament els equips. Es radiaven emissions pròpies programades per les noves autoritats (Sección Femenina, Hermandad de Cautivos por España, entre d'altres), sota la supervisió de les autoritats locals. Hi havia l'obligació de connectar amb Radio Nacional de España per retransmetre el Diario hablado. L'any 1940 Reus tenia 32.285 habitants.
Antoni Valls Julià, alcalde, de Reus, i Juan Juderías tinent d’alcalde, l'any 1944 van trobar pel carrer a Salvador Sedó i li van dir, «passi ho bé senyor director de Radio Reus», Salvador Sedó no sabia què li deien, i en arribar a casa seva, tenia un Ofici del Govern Civil, on el governador Francisco Labadie Otermin, el nomenava director de Radio Reus, càrrec que va acceptar.

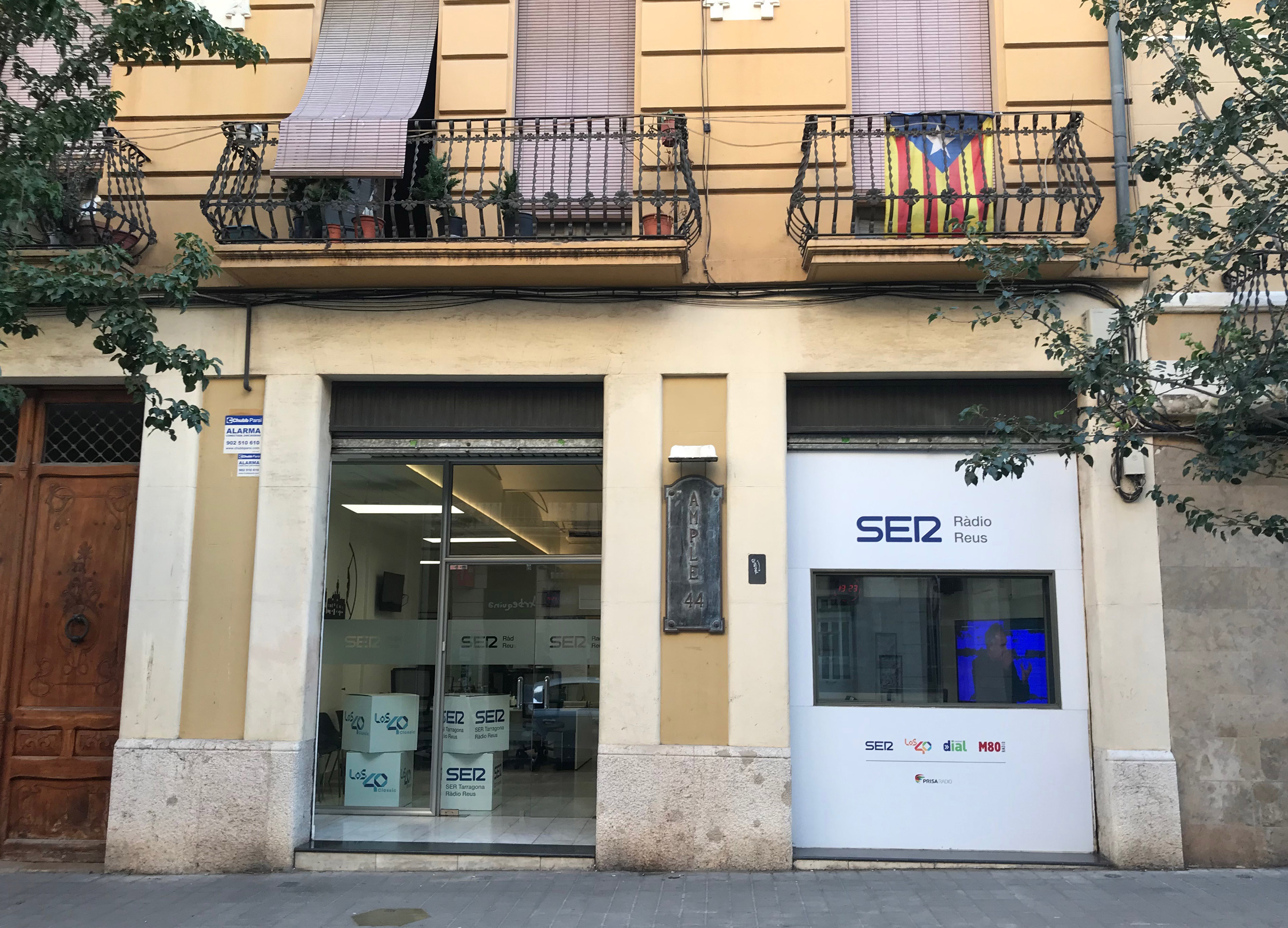
Ràdio Reus emissora de la Cadena SER

### Legislació
L'any 1923 es va establir el monopoli estatal sobre totes les telecomunicacions radioelèctriques sota el control de la Direcció General de Comunicacions dins del ministeri de Governació i l'any 1924 es va publicar a Madrid el primer reglament per emissores i per aparells receptors de particulars. L'any 1928 es publica les longituds d'ona en les que les emissores han d'emetre. L'indicatiu EAJ-11 va ser assignat l'any 1925 a Radio Vizcaya que va deixar d'emetre l'any 1928 i l'indicatiu es va assignar a Ràdio Reus l'any 1933 en ser autoritzada la concessió que va demanar Joan Díaz.
El 20% dels ingressos per publicitat els ingressa l'Estat per un decret de l'any 1933 i l'any següent el govern central traspassà els serveis de radiodifusió a la Generalitat de Catalunya.
Finalitzada la Guerra Civil Espanyola, el bàndol guanyador controlava les emissores d'ona mitjana existents a Espanya i es varen crear grups d'emissores productores de guions o Grupos Escuela. També es va crear una «llista registre» dels únics periodistes que eren autoritzats a participar-hi professionalment. L'any 1982 es va fer la 2a transferència dels serveis de radiodifusió des de l'Estat a la Generalitat de Catalunya exceptuant nombroses atribucions que varen seguir sota el monopoli estatal: distribució de freqüències, les concessions i la seva duració, entre d'altres.

### Pes que va exercir com a mitjà de comunicació a la localitat[9]
Des de la seva fundació l'any 1933, aquesta emissora va demostrar que un mitjà local podia ser essencial per cohesionar una societat, establint-se com una veu propera i accessible en un moment en què les alternatives informatives eren limitades.
La ràdio permetia transmetre informació d’actualitat immediata a tota la comunitat, trencant les barreres físiques que, fins aleshores, dificultaven l’accés simultani a les notícies. En un territori on la premsa escrita tenia un abast restringit, Ràdio Reus va oferir un canal àgil i dinàmic per informar sobre esdeveniments d’interès local, des de successos quotidians fins a fets històrics que afectaven la regió. Aquesta immediatesa, combinada amb l’ús del català, li va donar una dimensió identitària i de proximitat única, connectant la ciutadania amb el seu entorn.
A més de ser un altaveu informatiu, Ràdio Reus va destacar com un espai d’intercanvi cultural i social. Amb programes que abastaven des de la música i l’entreteniment fins a debats i espais educatius, l’emissora va fomentar el sentiment de comunitat. Això era especialment rellevant en èpoques de convulsions polítiques o socials, com la Guerra Civil i la posterior dictadura, durant les quals Ràdio Reus va tenir un paper vital en mantenir una certa continuïtat comunicativa i cultural, malgrat les restriccions imposades.
Com a mitjà de comunicació, Ràdio Reus no només informava, sinó que també educava i entretenia, creant una relació estreta amb els seus oients. Aquesta proximitat emocional i funcional va fer que esdevingués un element indispensable del dia a dia, consolidant el seu paper com a testimoni i motor dels canvis socials i culturals de Reus i el Camp de Tarragona al llarg del segle xx.

## Professionals
El primer director de Ràdio Reus va ser Joan Díaz el qual també era vinculat amb Ràdio Barcelona (EAJ-1). Es feien programes amb el locutor Toresky i el seu personatge Míliu de ràdio Barcelona. Entre el 20 i el 40% en català. Quan la SER es va fer carreg de l'emissora el nou director va ser Salvador Sedó i Llagostera qui va mantenir la vinculació de la programació de Ràdio Reus amb la ciutat. L'espai informatiu era en connexió amb la Ràdio Nacional d'Espanya, emissora pública estatal (pag 176-177) que va néixer en plana guerra civil al bàndol sublevat, i posteriorment es van incloure progressivament programes informatius locals i de proximitat com «Costa Dorada», «El programa de la amistad», «Reus pas a pas», «Valls, capitalitat de l'Alt Camp», etc. inicialment en llengua castellana. Als anys cinquanta la ràdio es va tornar més participativa, sobretot quan van tenir unes instal·lacions noves al raval de santa Anna, amb programes e gran ressonància: «Temas reusenses» amb Carles Giró, Manuel Aragonès, i Antoni Correig, «¿Qué desea usted?», amb Josep Maria Guix Sugranyes, «Del Reus de antaño» amb Salvador Sedó, i es van potenciar les actuacions de grups de teatre locals a l'emissora on feien radioteatre i recitaven poemes, entre altres hi van participar Pere Jansà, Enric Virgili, Rosa Cavallé, Jaume Aguadé, Xavier Amorós, Avelina Briansó, i molts altres. Jordi Costa, que provenia de Ràdio Barcelona, va ser nomenat director l'any 1972, i l'emissora va fer un canvi important. Es va contractar personal nou, i sempre que era possible, es van catalanitzar els programes, i es van començar a emetre programes informatius de producció pròpia.Jordi Costa va estar al front de Ràdio Reus fins a l'any 1982, quan va fer càrrec del projecte d'emissores de la Generalitat de Catalunya.
El desplegament informatiu va començar l'any 1977, quan es va produir la liberalització de la informació radiofònica. Es va acabal l'obligatorietat de connectar amb el Diario hablado de Radio Nacional, i la Cadena SER va iniciar la transmissió de butlletins informatius cada hora. A Reus es van organitzar serveis informatius locals i comarcals, amb programes propis durant tot el dia. «Pas a pas» l'any 1978,patrocinat per la Unió de Botiguers parlava cada setmana d'un carrer, amb reportatges històrics escrits per Ramon Amigó, i notícies d'actualitat. Un programa, «Plaça Major», que s'emetia diàriament, va ser guardonat per Òmnium Cultural l'any 1982.
Entre els professionals destacats per la seva contribució trobem Josep Maria Martí i Martí, que va ser redactor en cap del 1977 al 1982 i que posteriorment va dirigir la Cadena SER de Tarragona i Ràdio Barcelona, el periodista i professional de Televisió Andreu Buenafuente que entrà a Ràdio Reus l'any 1983, on creà, el 1988, el primer programa propi presentat en solitari, «El pot de la ràdio». L'any 1989 creà el programa El Terrat i la productora del mateix nom i el 1990 començà les col·laboracions a Ràdio Barcelona, on entrà definitivament el 1991 amb una nova edició d'El Terrat. També cal mencionar a Xavier Grasset, Carles Francino (prèviament a la cadena COPE), Neus Bonet, Tomàs Ivars i Cristina Ferrer. entre d'altres.